# Lamreung
Lamreung is een bestuurslaag in het regentschap Aceh Besar van de provincie Atjeh, Indonesië. Lamreung telt 2126 inwoners (volkstelling 2010).